# Parafia św. Włodzimierza i Olgi w Pęciszewie
Parafia Świętego Włodzimierza i Olgi w Pęciszewie – parafia greckokatolicka w Pęciszewie, w dekanacie elbląskim eparchii olsztyńsko-gdańskiej. Założona w 2002.